# Financement de la vie politique et électorale en France
Le financement de la vie politique et électorale en France fait l’objet d'un cadre législatif depuis la fin des années 1980.
Les principales règles sont l’interdiction du financement politique par des personnalités morales et le plafonnement des dépenses électorales. L’État participe à la vie politique par le remboursement partiel des campagnes électorales, l’aide financière des partis politiques et des incitations fiscales pour le dons des particuliers aux partis. Les comptes de campagnes et des partis politiques ainsi que les déclarations de patrimoine et d’intérêt des élus sont rendus publics.

## Historique

### Avant 1988
Jusqu’en 1988, la lutte contre les atteintes à la déontologie de la vie politique repose essentiellement sur la répression pénale de délits tels que la concussion, la corruption, la prise illégale d’intérêts ou le favoritisme. Il n’existe pas de moyens de prévention.
Le financement par les entreprises est pratiqué, bien que représentant un abus de biens sociaux, et les partis au pouvoir détournaient une partie des fonds spéciaux à des fins électorales : cette pratique s'est même prolongée parfois pendant les années 1990,,,,.

### 1988-1990: un nouveau cadre pour le financement de la vie politique

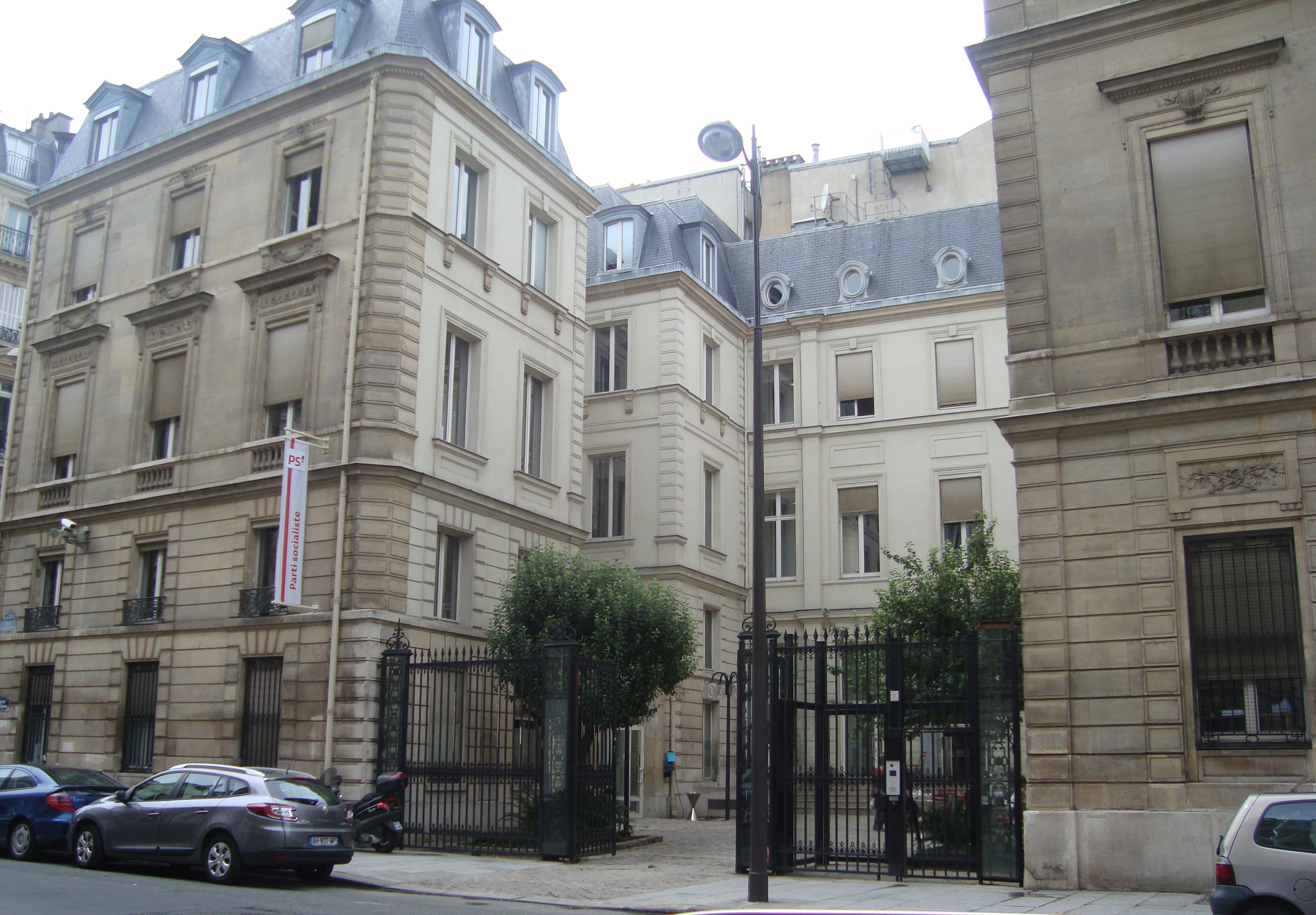
À la fin des années 1980, plusieurs affaires éclatent sur le financement du parti socialiste.

En 1988, éclate l’affaire Luchaire : une société française a livré des armes à l’Iran, en toute illégalité, avec la complicité du ministère de la Défense. Ce trafic aurait alimenté les caisses du Parti socialiste. Par ricochet, la première loi de transparence, préparée par le gouvernement Jacques Chirac (2) à la demande de François Mitterrand, est promulguée. Elle met en place le financement public des partis politiques représentés au Parlement et des élections présidentielles, législatives et sénatoriales, dont les dépenses sont plafonnées. Les candidats à l’élection présidentielle doivent adresser au Conseil constitutionnel une déclaration de patrimoine. La déclaration du candidat élu est la seule publiée. D’autres déclarations sont prévues auprès de la Commission pour la transparence financière de la vie politique nouvellement créée,,,,,,.
La loi du 15 janvier 1990, dite « loi Rocard », votée dans le cadre de l’affaire Urba efface toutes les infractions « commises avant le 15 juin 1989 en relation avec le financement direct ou indirect de campagnes électorales ou de partis ou de groupements politiques ». La loi étend le plafonnement à tous les types d’élections et ouvre le financement public aux formations politiques non représentées au Parlement. Elle permet aux partis de bénéficier de financements privés, dans la limite de plafonds. Une même personne morale ne peut cependant verser annuellement plus de 500 000 FRF aux partis politiques. Une commission nationale des comptes de campagne et des financements politiques est créée pour veiller à l’application de la loi.
À l'automne 1992, Le gouvernement socialiste (1988-1993) présente un projet de loi interdisant aux personnes morales (en particulier les entreprises) de consentir des dons, tant aux candidats qu'aux partis politiques. Cependant, le Parlement se prononce pour le maintien du financement privé des partis par des personnes morales en l'assortissant de plafonnement plus strict et en recherchant une plus grande transparence. La loi du 29 janvier 1993 relative à la prévention de la corruption et à la transparence de la vie économique et des procédures publiques dite « loi Sapin » prévoit que le comptes de campagne et les comptes annuels des partis doivent faire figurer la liste des entreprises ayant accordé des aides ainsi que leur montant,.
La loi du 19 janvier 1995 est rédigée à partir des conclusions du groupe de travail créé par le président de l'Assemblée nationale Philippe Séguin, à l’automne 1994, après la démission de trois ministres du gouvernement d'Edouard Balladur mis en cause dans des affaires politico-financières : Alain Carignon, Michel Roussin et Gérard Longuet. Elle interdit les dons aux partis politiques français des personnes morales autres que les partis politiques, que ce soient les entreprises, les associations, les fondations, les syndicats ou les collectivités locales. Le remboursement par l'État des dépenses de campagne est augmenté jusqu’à 50 % du plafond de dépenses,.

### 2000: favoriser la parité
La loi du 6 juin 2000 tendant à favoriser l'égal accès des femmes et des hommes aux mandats électoraux et fonctions électives prévoit que le financement des partis politiques est diminué si celui-ci ne respecte par la parité lors de la présentation de ses candidats aux élections législatives.
En 2001, les fonds spéciaux sont désormais réservés aux services secrets et plus aux primes de cabinet en liquide. 
La loi du 11 avril 2003 limite le financement public des partis à ceux qui ont obtenu au moins 1 % des suffrages exprimés dans au moins cinquante circonscriptions, cette limitation ne s’applique pas pour les partis d’outre-mer.

### Depuis 2011: vers la transparence des intérêts, des patrimoines et des représentants d'intérêt

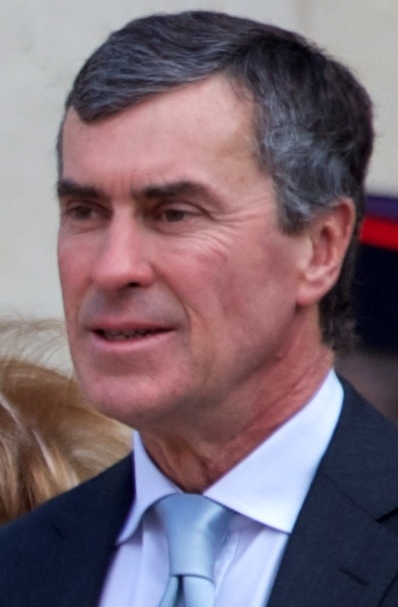
Après le choc de l’affaire Cahuzac, la transparence des intérêts des personnalités publiques est mise en place.

En 2010, l’affaire Woerth-Bettencourt met en lumière des dérives concernant les micro-partis et les conflits d’intérêts. Une commission présidée par Jean-Marc Sauvé préconise plusieurs mesures comme des déclarations publiques d’actifs, et la création d’une Autorité de déontologie de la vie publique. Des textes législatifs sont préparés, mais ne sont pas examinés par le Parlement,,.
En 2012, le nouveau président de la République François Hollande met en place la Commission sur la rénovation et la déontologie de la vie publique, présidée par Lionel Jospin. Dans son rapport, elle formule 35 propositions dont l’obligation légale de souscrire une déclaration d’intérêts et d’activités pour les membres du gouvernement, les parlementaires, les collaborateurs du président de la République et les membres des cabinets ministériels. C’est l’affaire Cahuzac quelques mois plus tard qui va accélérer la mise en place des procédures de transparence. Alors que les membres du gouvernement rendent publiques leurs déclarations de patrimoine, la création de la Haute autorité est annoncée le 10 avril 2013 par le président de la République, succédant à la Commission pour la transparence financière de la vie politique. Lors du débat parlementaire, le plafond des dons aux partis politiques par les personnes physiques est modifié pour s’appliquer au donateur et non plus au parti, afin de supprimer la dérives des « micro-partis ». Les lois relatives à la transparence de la vie publique sont promulguées le 11 octobre.
En 2016, les obligations de déclaration sont étendues à certains hauts-fonctionnaires et aux membres du Conseil supérieur de la magistrature. Il était prévu une déclaration de patrimoine pour certains magistrats et pour les membres du Conseil constitutionnel mais ces mesures ont été censurées par le Conseil constitutionnel. La loi du 9 décembre 2016 relative à la transparence, à la lutte contre la corruption et à la modernisation de la vie économique dite « loi Sapin 2 » instaure un répertoire numérique assurant l’information des citoyens sur les relations entre les représentants d’intérêts et les pouvoirs publics. Il est tenu par la Haute Autorité pour la transparence de la vie publique. Sont interdits pour les représentants d’intérêts, les présents, les démarches en vue d’obtenir certaines informations, ou l’utilisation à des fins commerciales de documents provenant d’un pouvoir public.
En 2017, après les affaires Fillon ou des celles des assistants parlementaires, les lois pour la confiance dans la vie politique créent des peines complémentaires d’inéligibilité en cas de crimes ou de manquement à la probité, encadrent les prêts aux partis politiques et aux campagnes électorales, et créent le médiateur du crédit aux candidats et aux partis politiques.
La loi du 6 août 2019 de transformation de la fonction publique transfère à la Haute autorité les missions anciennement confiées à la Commission de déontologie de la fonction publique.

## Financement des campagnes électorales

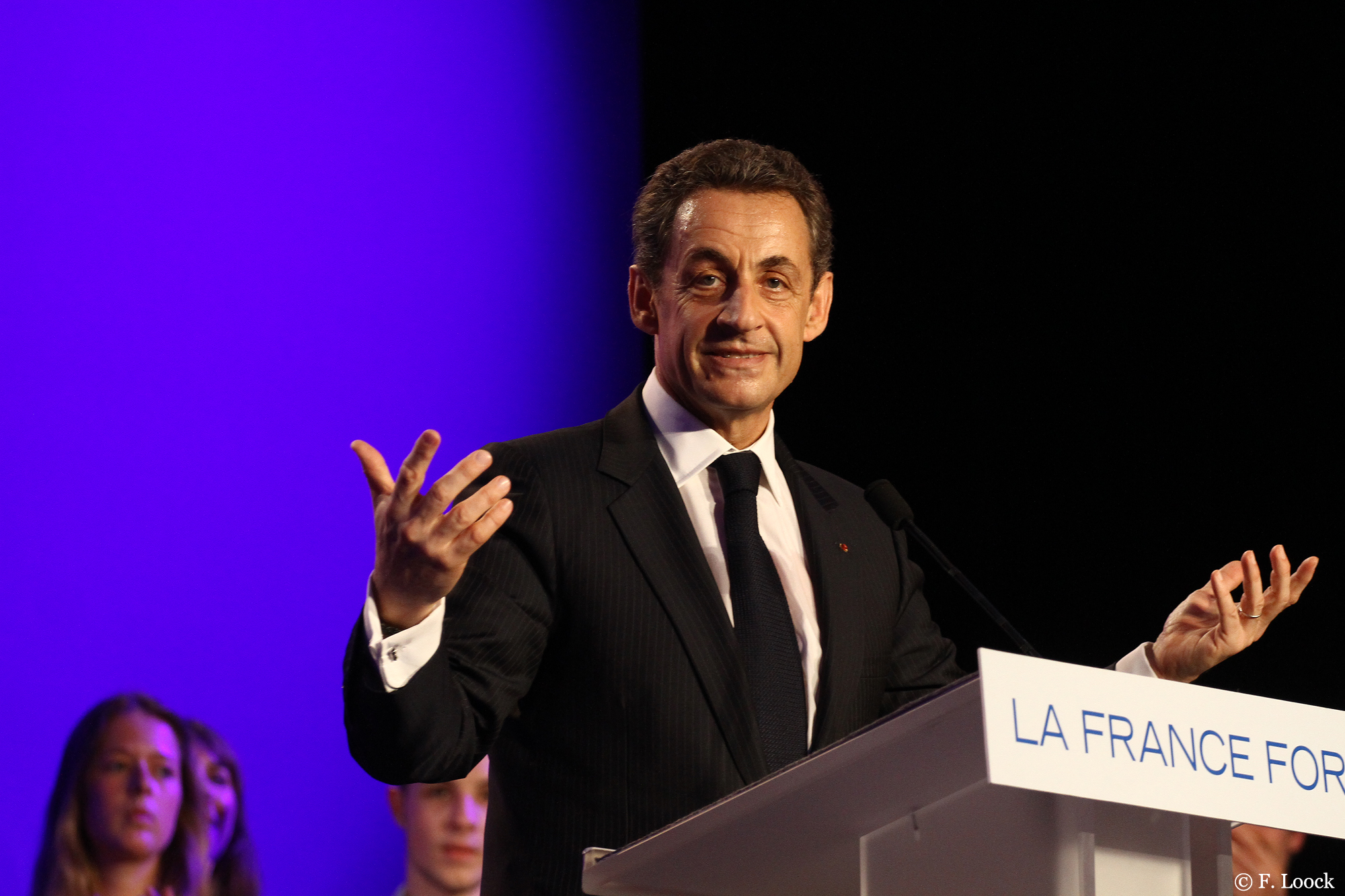
Les comptes de Nicolas Sarkozy pour l’élection présidentielle de 2012 sont rejetés par la Commission nationale des comptes de campagne et des financements politiques, et Conseil constitutionnel confirme cette décision. Ce fut également le cas de Jacques Cheminade en 1995 et de Bruno Mégret en 2002.

### Généralités
Le financement des campagnes électorales est à la fois d'origine privée, à travers les apports personnels des candidats (versements sur leurs fonds propres, emprunts bancaires, emprunts souscrits ou consentis par les partis politiques, emprunts auprès de personnes physiques), les apports des partis (subventions, dépenses payées directement) et les dons qu'ils peuvent percevoir jusqu'à la date de dépôt du compte de campagne, et d'origine publique, à travers le remboursement de tout ou partie des dépenses de campagne par l'État.
Les dons consentis par une personne physique, si elle est de nationalité française ou si elle réside en France, pour le financement de la campagne d’un ou plusieurs candidats lors des mêmes élections ne peuvent excéder 4 600 €, ils peuvent donner lieu à une réduction d’impôt. Les personnes morales, à l’exception des partis ou groupements politiques ne peuvent participer au financement de la campagne électorale d’un candidat,. Les dépenses électorales sont plafonnées,. Les candidats ayant obtenu plus de 5 % des suffrages obtiennent un remboursement de leurs dépenses électorales par l’État (dans la limite de 47,5 % du  plafond des dépenses) . 
La Commission nationale des comptes de campagne et des financements politiques (CNCCFP) approuve, rejette ou réforme  les comptes de campagne et arrête le montant du remboursement. Lorsque la commission a constaté que le compte de campagne n’a pas été déposé dans le délai prescrit, si le compte a été rejeté ou s’il fait apparaître un dépassement du plafond des dépenses électorales, la commission saisit le juge de l'élection. En cas de manquement, ce dernier prononce l'inéligibilité pendant une année et peut annuler l'élection. La CNCCFP transmet le dossier au parquet en cas d’irrégularités sur le financement. En cas de dépassement du plafond, le candidat doit payer au Trésor public une somme égale au montant du dépassement. Le remboursement total ou partiel des dépenses retracées dans le compte de campagne, n’est possible qu’après l’approbation du compte de campagne par la commission. Toutefois l’examen de la Commission ne permet pas toujours d’évaluer la réalité de certaines prestations, comme l’a prouvé l’affaire Bygmalion,.
Les dépenses de propagande sont directement prises en charge par l’État.

### Cas particulier de la campagne présidentielle
Ces règles s’appliquent également dans le cadre de l’élection présidentielle, à quelques exceptions près. Par exemple, dans l’hypothèse des comptes invalides pour le candidat élu, celui-ci ne bénéficie pas de remboursement de l’État, mais l’élection reste valide. De plus les candidats ayant obtenu moins de 5 % des suffrages bénéficient aussi d’un remboursement.

## Financement des partis politiques
Un financement public des partis politiques est prévu, cette somme est divisée en deux fractions égales
- une première fraction destinée au financement des partis et groupements en fonction de leurs résultats aux élections législatives ;
- une seconde fraction spécifiquement destinée au financement des partis et groupements représentés au Parlement[J 23].

Le montant des aides attribuées aux partis est fixé pour l’année 2021 à 66 135 486,15 €.
Les dons privés sont limités à 7 500 € annuels par personne physique de nationalité française ou résidant en France, et les personnes morales à l’exception des partis ne peuvent contribuer au financement des partis. En pratique, ces contributions des adhérents ne représentent souvent qu’une très faible part des ressources du parti et la cotisation perçue auprès des élus locaux et des parlementaires adhérents est généralement plus élevée.

## Médiateur du crédit aux candidats et aux partis politiques
Un médiateur du crédit aux candidats et aux partis politiques est chargé de concourir, en facilitant le dialogue entre, d'une part, les candidats à un mandat électif et les partis et groupements politiques et, d'autre part, les établissements de crédit et les sociétés de financement, au financement légal et transparent de la vie politique, en vue de favoriser, conformément aux articles 2 et 4 de la Constitution, l'égalité de tous devant le suffrage, les expressions pluralistes des opinions et la participation équitable des partis et groupements politiques à la vie démocratique de la Nation,. Jean-Raphaël Alventosa est nommé médiateur le 3 août 2018.

## Déclaration de patrimoine et d'intérêt
La Haute Autorité pour la transparence de la vie publique est chargée de recevoir, contrôler, avec l’administration fiscale, et publier les déclarations de situation patrimoniale et les déclarations d’intérêts de certains élus, membres du gouvernement, collaborateurs, magistrats, dirigeants d’organismes publics et candidats à l’élection présidentielle.

## Vérification de situation fiscale
Tout membre du Gouvernement, à compter de sa nomination, fait l'objet d'une procédure de vérification de sa situation fiscale.
Dans le mois suivant la date d’entrée en fonction d’un parlementaire (ou un député européen), l’administration fiscale lui transmet une attestation sur ses paiements fiscaux. Si la situation n’est pas conforme, cette attestation est transmise au bureau de l’assemblée (resp. la Haute Autorité pour la transparence de la vie publique). En absence de mise en conformité, le bureau de l’assemblée saisit le Conseil constitutionnel (resp. le Conseil d’État) qui peut, en fonction de la gravité du manquement, déclarer le parlementaire inéligible et démissionnaire d’office de son mandat par la même décision,.

### Sources juridiques
1. ↑  Loi organique no 88-226 du 11 mars 1988 relative à la transparence financière de la vie politique
2. ↑  Loi no 88-227 du 11 mars 1988 relative à la transparence financière de la vie politique
3. ↑  Décret no 96-763 du 1 septembre 1996 relatif à la commission pour la transparence financière de la vie politique
4. ↑  Loi no 90-55 du 15 janvier 1990 relative à la limitation des dépenses électorales et à la clarification du financement des activités politiques
5. ↑  Loi no 93-122 du 29 janvier 1993 relative à la prévention de la corruption et à la transparence de la vie économique et des procédures publiques
6. ↑  Loi no 95-65 du 19 janvier 1995 relative au financement de la vie politique
7. ↑  Loi no 2000-493 du 6 juin 2000 tendant à favoriser l'égal accès des femmes et des hommes aux mandats électoraux et fonctions électives
8. ↑  Loi no 2003-327 du 11 avril 2003 relative à l'élection des conseillers régionaux et des représentants au Parlement européen ainsi qu'à l'aide publique aux partis politiques
9. ↑  « Projet de loi relatif à la déontologie et à la prévention des conflits d’intérêts dans la vie publique », sur Légifrance
10. ↑  Loi organique no 2013-906 du 11 octobre 2013 relative à la transparence de la vie publique et loi  no 2013-907 du 11 octobre 2013 relative à la transparence de la vie publique
11. ↑  Loi no 2016-483 du 20 avril 2016 relative à la déontologie et aux droits et obligations des fonctionnaires
12. ↑  Loi no 2016-1090 du 8 août 2016 relative aux garanties statutaires, aux obligations déontologiques et au recrutement des magistrats ainsi qu’au Conseil supérieur de la magistrature
13. ↑  Conseil constitutionnel, décision no 2016-732 DC du 28 juillet 2016
14. ↑  Loi no 2016-1691 du 9 décembre 2016 relative à la transparence, à la lutte contre la corruption et à la modernisation de la vie économique
15. ↑  Loi organique no 2017-1338 du 15 septembre 2017 pour la confiance dans la vie politique et loi no 2017-1339 du 15 septembre 2017 pour la confiance dans la vie politique
16. ↑  Article L52-8 du code électoral, en vigueur au 2 décembre 2019, consulté le 21 mars 2021
17. ↑  Article 200 du code général des impôts
18. ↑  Article L52-11 du code électoral
19. ↑  Décret no 2009-1730 du 30 décembre 2009 portant majoration du plafond des dépenses électorales
20. ↑  Article L52-11-1 du code électoral
21. ↑  Articles L52-12 et suivants du code électoral
22. ↑  Article L52-11 du code électoral, en vigueur au 14 octobre 2015, consulté le 21 mars 2021
23. ↑  Article 8 de la loi du 11 mars 1988, en vigueur au 16 janvier 1990, consulté le 21 mars 2021
24. ↑  Décret no 2021-203 du 27 février 2017 pris pour l'application des articles 9 et 9-1 de la loi no 88-227 du 11 mars 1988 modifiée relative à la transparence financière de la vie politique
25. ↑  Article 11-4 de la loi du 11 mars 1988, en vigueur au 15 septembre 2017, consulté le 21 mars 2021
26. ↑  Article 28 de la loi du 15 septembre 2017 pour la confiance dans la vie politique
27. ↑  Décret no 2018-205 du 27 mars 2018 relatif au médiateur du crédit aux candidats et aux partis politiques
28. ↑  Décret du 3 août 2018 portant nomination du médiateur du crédit aux candidats et aux partis politiques - M. ALVENTOSA (Jean-Raphaël)
29. ↑  Article 9 de la loi n° 2013-907 du 11 octobre 2013 relative à la transparence de la vie publique
30. ↑  Article LO136-4 du code électoral
31. ↑  Article 5-3 de la loi no 77-729 du 7 juillet 1977 relative à l'élection des représentants au Parlement européen

### Autres sources
1. 1 2  « La transparence, une nouvelle exigence démocratique », sur www.hatvp.fr (consulté le 18 janvier 2015)
2. ↑  Jacques Buisson et Xavier Cabannes, « Les fonds spéciaux et le droit public financier », Petites Affiches, 2001, no 154, p. 15-22
3. ↑  François Logerot, Note à l’attention de Monsieur le Premier ministre relative au régime des fonds spéciaux, La documentation française, octobre 2001 (lire en ligne), p. 20
4. ↑  Xavier Cabannes, « La réforme des fonds spéciaux », Droit et Défense, 2002, no 1, p. 34-39
5. ↑  David Biroste, « Les fonds spéciaux. Contribution à l'étude des marges du droit », Revue française de finances publiques, no 80, décembre 2002, p. 151-189 (1re partie) et no 81, mars 2003, p. 301-322 (2e partie)
6. 1 2 3 4  Gérard Davet, « Les lois sur le financement des partis politiques », Le Monde,‎ 19 juillet 2007 (lire en ligne)
7. ↑  Thomas Snégaroff, « La transparence de la vie politique à marche forcée (1988-2014) », sur www.franceinfo.fr, 7 janvier 2015
8. ↑  Gilles Gaetner, « 1987: l'affaire Luchaire », L'Express,‎ 30 mars 1995 (lire en ligne)
9. ↑  Histoire secrète du patronat : de 1945 à nos jours, sous la direction de Benoît Collombat et David Servenay, La Découverte, 2009, p. 494.
10. ↑  Patrick Roger, « Moralisation de la vie publique : ce qui peut changer », Le Monde,‎ 9 avril 2013 (lire en ligne)
11. ↑  Jean-Marc Ayrault, « Proposition de loi visant à renforcer les exigences de transparence financière de la vie politique », sur www.assemblee-nationale.fr, 1er septembre 2010
12. ↑  Commission sur la rénovation et la déontologie de la vie publique, Pour un renouveau démocratique, La Documentation française, novembre 2012, 130 p. (présentation en ligne, lire en ligne)
13. ↑  Arnaud Focraud, « Transparence : une Haute autorité, pour quoi faire ? », www.lejdd.fr,‎ 10 avril 2013 (lire en ligne, consulté le 16 avril 2016)
14. ↑  Article 34 de la loi no 2019-828 du 6 août 2019 de transformation de la fonction publique
15. ↑  « Décision du 19 décembre 2012 relative au compte de campagne de M. Nicolas Sarkozy, candidat à l'élection du Président de la République des 22 avril et 6 mai 2012 », décision no 2013-156 PDR du 4 juillet 2013 et décision no 2013-156R PDR du 13 septembre 2013
16. ↑  « Les candidats qui ont déjà affronté le verdict des urnes, et qui ont pu se faire une idée des suffrages qu’ils pouvaient mobiliser, bénéficient d’un avantage qui leur permet d’évaluer le risque financier de leur candidature. Ces mécanismes contribuent à fermer l’espace politique autour de candidats avec des moyens financiers personnels ou bénéficiant de la confiance d’organismes prêteurs. Sont ainsi réunies les conditions d’un recrutement ploutocratique des élites politiques ou des candidats aux fonctions politiques les plus éminentes » selon le politologue Éric Phélippeau. Cf Éric Phélippeau, L’argent de la politique, Presses de Sciences Po, 2018, p. 243.
17. ↑  Yves-Marie Doublet, « Les ressources et les dépenses des candidats », dans L'argent et la politique en France, Economica, 1997, p. 7-20
18. ↑  Articles L-128 du code électoral
19. ↑  Emmanuel Fansten et Nicolas Massol, « Affaire Bygmalion : on the fraude again ? », Libération,‎ 16 mars 2021 (lire en ligne)
20. ↑  Contrôle des comptes de campagne : « Pour être efficaces, nous avons besoin d’aller plus loin »,  lemonde.fr, 27 janvier 2023, Propos recueillis par Laura Motet
21. ↑  Régis Lambert, « Le financement de la campagne des candidats à l'élection présidentielle au travers des comptes de campagne », Nouveaux Cahiers du Conseil constitutionnel, no 34 (Dossier : l'élection présidentielle),‎ janvier 2012 (lire en ligne)
22. ↑  Fiche Le financement de la vie politique : partis et campagnes électorales